# دی‌کیو هرکول

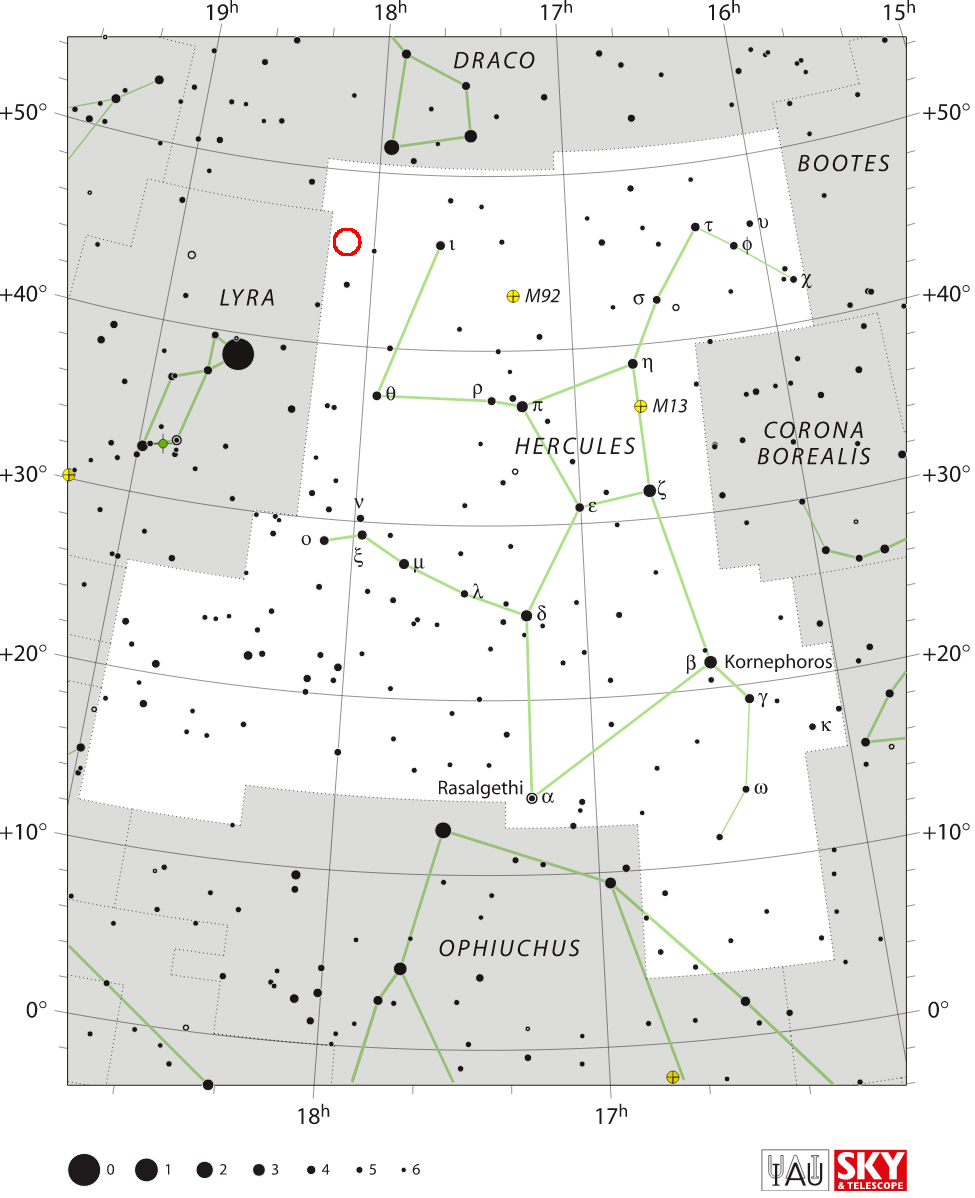
موقعیت دی‌کیو هرکول (دایرهٔ سرخ)

دی‌کیو هرکول یک ستاره است که در صورت فلکی هرکول قرار دارد.